# Ixieae
Ixieae  es una tribu de plantas bulbosas de la familia de las iridáceas. El género tipo es: Ixia L.

## Géneros
Incluyendo algunos sinónimos obsoletos.
- Acidanthera Hochst. = Gladiolus L.
- Anaclanthe N. E. Br. = Babiana Ker Gawl. ex Sims
- Anapalina N. E. Br. = Tritoniopsis L. Bolus
- Anomalesia N. E. Br. = Gladiolus L.
- Anomatheca Ker Gawl. = Freesia Eckl. ex Klatt
- Antholyza L. = Babiana Ker Gawl. ex Sims
- Babiana Ker Gawl. ex Sims ~ Antholyza L.
- Chasmanthe N. E. Br.
- Crocosmia Planch.
- Curtonus N. E. Br. = Crocosmia Planch.
- Devia Goldblatt & J. C. Manning
- Dichone Salisb. = Ixia L.
- Dierama K. Koch
- Dortania A. Chev. = Gladiolus L.
- Duthiastrum M. P. de Vos
- Duthiella M. P. de Vos = Duthiastrum M. P. de Vos
- Freesia Eckl. ex Klatt
- Geissorhiza Ker Gawl.
- Gladiolus L.
- Hebea (Pers.) R. Hedw. = Gladiolus L.
- Hebea L. Bolus = Tritoniopsis L. Bolus
- Hesperantha Ker Gawl.
- Homoglossum Salisb. = Gladiolus L.
- Ixia L.
- Kentrosiphon N. E. Br. = Gladiolus L.
- Melasphaerula Ker Gawl.
- Montbretia DC. = Tritonia Ker Gawl.
- Montbretiopsis L. Bolus = Tritonia Ker Gawl.
- Oenostachys Bullock = Gladiolus L.
- Petamenes Salisb. ex J. W. Loudon = Gladiolus L.
- Radinosiphon N. E. Br.
- Romulea Maratti
- Schizostylis Backh. & Harv. = Hesperantha Ker Gawl.
- Sparaxis Ker Gawl.
- Streptanthera Sweet = Sparaxis]] Ker Gawl.
- Synnotia Sweet = Sparaxis Ker Gawl.
- Syringodea Hook. f.
- Tanaosolen N. E. Br. = Tritoniopsis L. Bolus
- Trichonema Ker Gawl. = Romulea Maratti
- Tritonia Ker Gawl.
- Tritoniopsis L. Bolus
- Xenoscapa (Goldblatt) Goldblatt & J. C. Manning
- Zygotritonia Mildbr.